# Dissorophus multicinctus
Il dissorofo (Dissorophus multicinctus Cope, 1895) era un anfibio ora estinto, appartenente ai temnospondili. Visse nel Permiano inferiore (circa 290 milioni di anni fa) e i suoi resti sono stati ritrovati in Texas.

## Descrizione
Di aspetto compatto e robusto, il dissorofo possedeva una testa grossa e zampe ben sviluppate. Il cranio era dotato di numerose creste e rilievi ossei, mentre le orbite erano insolitamente grandi. Era presente anche una notevole incisura otica, che forse ospitava un timpano. Il dorso era percorso da una robusta corazza che proteggeva la zona della colonna vertebrale. La coda era corta. 

## Classificazione
Il dissorofo dà il nome a un'intera superfamiglia di anfibi, i dissorofoidi (Dissorophoidea), caratterizzati da un corpo compatto e da grandi orbite. Molti di questi anfibi svilupparono una corazza dorsale e vari adattamenti alla vita terrestre. Spesso i dissorofoidi più piccoli e primitivi sono ritenuti possibili antenati delle odierne rane. Tra i parenti più prossimi di Dissorophus, da ricordare Cacops e Platyhystrix. 

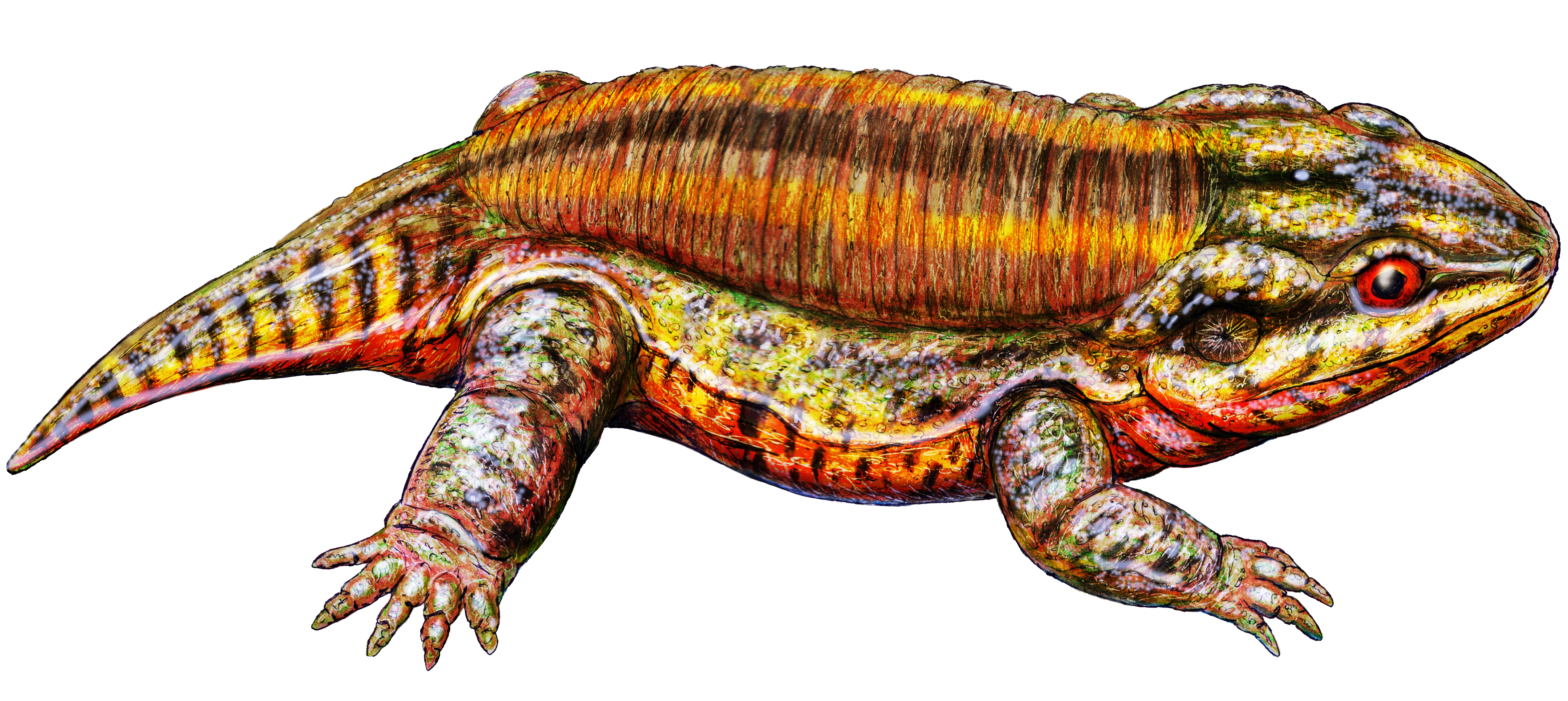
Ricostruzione di Dissorophus multicincitus

## Stile di vita
Le ossa del cranio, del cinto pelvico e della colonna vertebrale suggeriscono che questo animale fosse compiutamente terrestre. In particolare, la corazza dorsale andava a irrobustire la già compatta colonna vertebrale, un adattamento alla vita di terraferma. È probabile che nei dissorofidi le corazze si siano evolute mano a mano che in questi si sviluppava uno stile di vita sempre più terrestre.